# Alataspora tetricum
Alataspora tetricum is een microscopische parasiet uit de familie Alatasporidae. Alataspora tetricum werd in 1979 beschreven door Gaevskaya & Kovaljova. 